# حملة بلاد فارس الغربية عام 1730
تُعدّ حملة بلاد فارس الغربية عام 1730 الحملة الأولى لِنادر ضد من يمكن اعتبارهم أعتى خصومه، ألا وهم العثمانيون، حيث أثبت انتصاره في الغزوات. على أي حال، أصبحت النجاحات الكبيرة التي حققتها بعثته باطلةً عندما قرر طهماسب شاه الثاني تولّي زمام القيادة بصورة شخصية في الميدان في أثناء غياب نادر، ما أجبر الأخير على العودة غاضبًا ومعالجة هذه الحالة عن طريق إجبار طهماسب على التنازل عن عرشه لصالح طفله الرضيع عباس الثالث.

## الاحتلال العثماني
دخل العثمانيون المناطق الغربية من البلاد في أوائل عشرينيات القرن الثامن عشر عندما بدأ الهوتاكي بقيادة محمود الأول بغزو الدولة الصفوية. تمكن محمود هوتاكي من تحقيق انتصار مفاجئ ضد جيش فارسي أكبر بكثير (وإن كان منقسمًا بشدة) في اشتباك حاسم بالقرب من جيلان أباد. سمح مسار الجيش الإمبراطوري لمحمود بالزحف نحو العاصمة أصفهان التي استولى عليها بعد حصار دام ستة أشهر وتسبب في بؤس غير مسبوق وخسائر في الأرواح. انتهز كل من القيصر الروسي والإمبراطورية العثمانية الفرصة بعد الفوضى التي تلت الإطاحة بالدولة الصفوية لضم أكبر قدر ممكن من الأراضي مع سيطرة تركيا العثمانية على بلاد فارس الغربية وتقسيم القوقاز مع الروس.
سرعان ما نصّب الهوتاكي الغزاة ملكًا جديدًا بعد انقلاب أسفر عن استبدال أشرف بمحمود، وهو أحد أقرباء محمود الأقوياء. سار أشرف غربًا لوقف أي توسع عثماني إضافي ولمفاجأة الكثيرين ممن هزمهم. على أي حال، اتسمت الحصيلة الدبلوماسية بالتصالحية إلى حد كبير، إذ وعد العثمانيون بالاعتراف بأشرف شاهَ بلاد فارس الشرعي مقابل اعترافه بالحكم العثماني في مناطقهم الجديدة في القوقاز وبلاد فارس الغربية.
عندما تقابل نادر وأشرف وجهًا لوجه في صراع من شأنه أن يقرر مصير البلاد، أيّد العثمانيون بحصافةٍ أشرف ضد الموالين الصفويين لأن بلادًا فارسيةً ناهضةً تحت قيادة جنرال طموح وموهوب ومتألق بعد نجاح غزواته لن تحمل الخير للعثمانيين المتشبثين بأراضيهم المكتسبة حديثًا. على الرغم من الدعم المقدم من الأتراك، تمكن نادر من تدمير قوات أشرف كاملةً في العديد من الاشتباكات التي أدت إلى إعادة إنشاء الدولة الصفوية تحت الحكم الاسمي لطهماسب الثاني. باتت حينها مخاوف إسطنبول واقعًا بسبب اتجاه نادر المؤكد إلى تحرير المناطق المفقودة من الإمبراطورية. على أي حال، وُجد العثمانيون في غرب البلاد منذ عقد من الزمن تقريبًا، وبالتالي شكلوا تحديًا هائلًا لأي جهود رامية إلى طردهم مما شكل حينها الحدود الشرقية لإمبراطوريتهم.